# Grimaldi d'Antibes
La branche marquisale d'Antibes de la Maison des Grimaldi voit son origine dans les luttes entre Gibelins et Guelfes de Gênes ; ces derniers étant partisans des Angevins, rois de Naples et comtes de Provence.
Sa source est Antoine Grimaldi, amiral guelfe de la république de Gênes contre les Vénitiens et Catalans en 1353. Ses fils, Luc et Marc prennent possession de Cagnes (1371), Menton (1382), et Antibes (1384).
Cette branche provençale donnera une longue lignée de propriétaires terriens, officiers militaires et chevaliers de Malte, et s'alliera notamment aux Lascaris, Doria, Villeneuve, Grasse, et Panisse. Lambert deviendra seigneur de Monaco par son mariage (1465) avec sa cousine Claudine. Son frère, le cardinal Jean-André sera évêque de Grasse.
Le roi Henri IV achète (1608) la ville aux Grimaldi, qui quittèrent alors le château d'Antibes pour s'installer au château de Cagnes rénové. Jean-Henri Grimaldi, marquis de Corbons, convaincra (1641) son cousin Honoré, prince de Monaco, d'aligner la principauté avec les intérêts de la France.
Sauveur-Gaspard émigre lors de la Révolution française. Le dernier marquis de Cagnes et d'Antibes né à Meulan (commune des Yvelines), s'est éteint en Belgique au XXe siècle et le rameau collatéral des comtes Grimaldi de Puget leur survit.